# Ptačí vršek (Ralská pahorkatina, 345 m)
Ptačí vršek (345 m n. m.) je nevysoký vrch, porostlý lesem, na okraji polí a luk, nacházející se ve Cvikovské pahorkatině v severních Čechách u města Zákupy v okrese Česká Lípa.

## Poloha

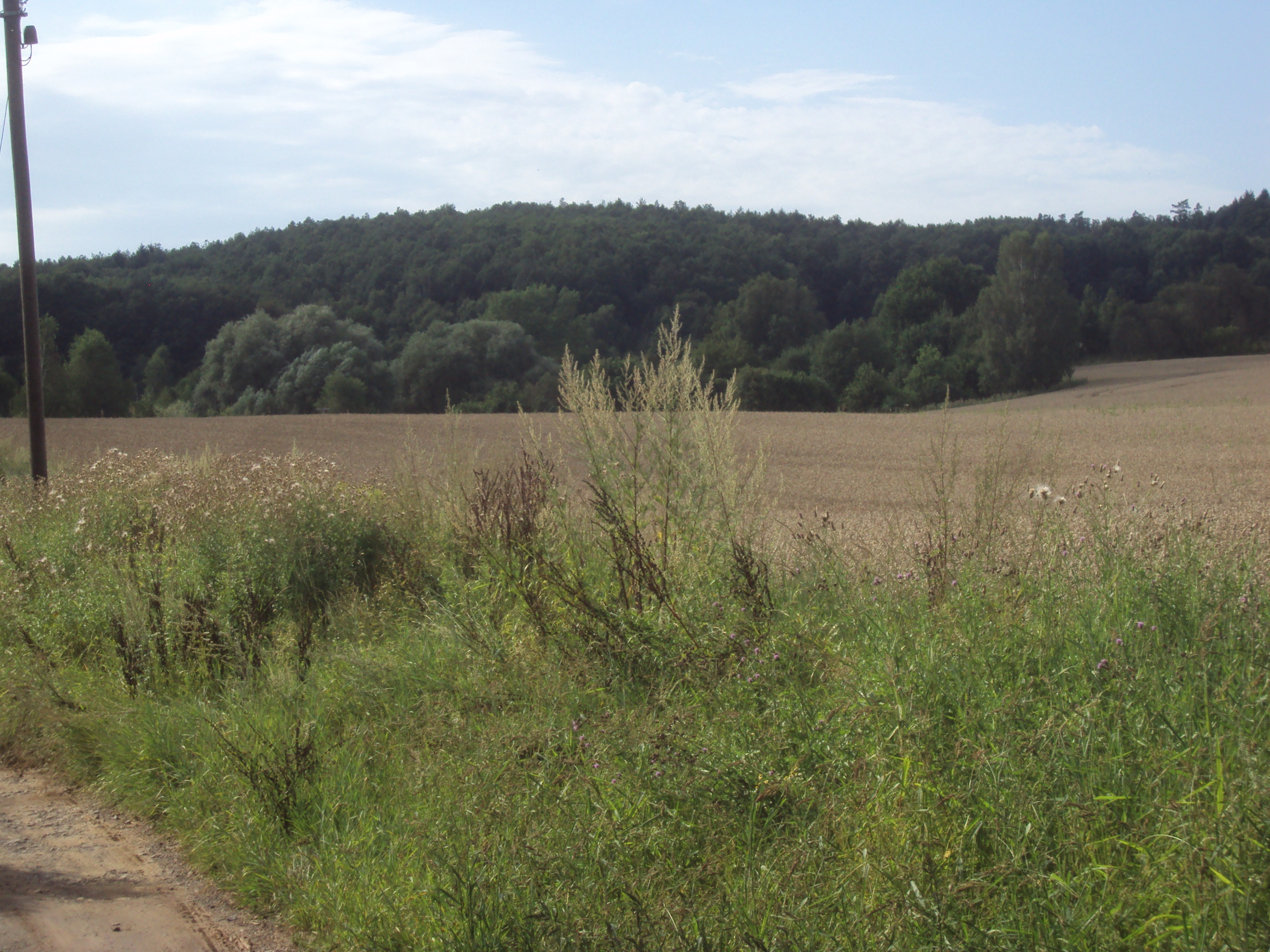
Pohled od Nových Zákup

Nevýrazný kopec se dvěma vrcholkyje na pomezí katastrů města Zákupy č. 790567 a k němu připojené vsi Lasvice č. 790532. Je z větší části porostlý lesem, při východním svahu jsou pole a louky svažující se k Lasvicím. Není k němu vedena cesta. Nejbližší turistické trasy jsou v Zákupech (pěší zelená) a cyklotrasa 3045. Od Lasvic je kopec 150 metrů jihovýchodně, od Zákupského zámku 1500 metrů na sever, od zahrádkářských kolonií Nových Zákup zhruba 500 metrů. Na běžných mapách KČT vyznačen není, na mapě Seznamu a mapě katastrů ano i s názvem.
Z geomorfologického hlediska je území součástí Cvikovské pahorkatiny, administrativně náleží do okresu Česká Lípa. Místní lesy patří k povodí Svitavky, resp. Ploučnice.

## Název
Pojmenování kopce nebylo dosud vyjasněno. Snad se zde konaly kdysi oblíbené závody ve střelbě zvané "Ku ptáku", nebo zde ptáčníci mívali svá čihadla.